# Phoxy
Phoxy is de mascotte van PSV.
Phoxy is een beeltenis van een vos in het shirt met het nummer 99. De naam Phoxy is afgeleid van het Engelse woord "fox", waarbij de schrijfwijze "ph" verwijst naar PSV's voormalige hoofdsponsor Philips. In het jaar 2006 werd Phoxy tot mascotte van het jaar gekozen. Dit was een verkiezing onder jongeren, georganiseerd door VI for Kids. Tijdens de rust van de voetbalwedstrijden van PSV nemen de leden van de juniorclubs van de clubs die dan spelen penalty's. Phoxy is dan de keeper.

## PSV Phoxy Club
Naar Phoxy is ook een vereniging genoemd, de PSV Phoxy Club. Deze club is de supportersvereniging van PSV voor kinderen tussen de 0 en 12 jaar. PSV was in 1998 de eerste voetbalclub in Nederland met een fanclub voor kinderen van 0 tot en met 12 jaar. De club begon in 1998 onder de naam PSV Junior Club en was een gratis club om kinderen kennis te laten maken met PSV. Later is de naam gewijzigd in PSV Phoxy Club en is het ook een vereniging met een betaald lidmaatschap geworden. In november 2007 kon PSV het 20.000e lid verwelkomen.. Voor de leden van de PSV Phoxy Club wordt onder andere de PSV Phoxy Clubdag georganiseerd. Ieder lid krijgt zes keer per jaar het clublad PSV Phoxynieuws waar bij vier edities een cadeautje is toegevoegd. Tijdens de line-up voor een wedstrijd van PSV lopen kinderen mee die lid zijn van de PSV Phoxy Club..

## Voetnoten
1. ↑  Mascotte van het jaar 2006, psv.nl
2. ↑  PSV - RBC Roosendaal, psv.nl oktober 2005
3. ↑  PSV Phoxy Club passeert mijlpaal van 20.000 leden psv.nl, 10 november 2008
4. ↑  Informatiepakket voor een spreekbeurt over PSV